# Теменная кость
Теменна́я кость (лат. os parietále) — парная кость мозгового отдела черепа. Правая и левая теменные кости соединены между собой швом и образуют верхнюю и боковую части свода черепа. Теменные кости также соединяются швами с лобной, затылочной, височной и клиновидной костями.

## Описание
Теменная кость имеет форму выпуклой вовне четырёхугольной пластинки, в которой выделяют две поверхности, наружную и внутреннюю, четыре края, лобный, сагиттальный, затылочный и чешуйчатый, и четыре угла, лобный, затылочный, сосцевидный и клиновидный. По краям теменные кости соединяются между собой и с четырьмя другими костями шестью швами: венечным, сагиттальным, ламбдовидным, теменно-сосцевидным, чешуйчатым и клиновидно-теменным.

### Поверхности
Наружная поверхность, fácies extérna, гладкая и выпуклая, в её центре выступает теменной бугор, túber parietále, отсюда начинается окостенение теменной кости. Несколько ниже бугра, располагаясь одна под другой, теменную кость дугообразно пересекают две изогнутые линии: верхняя височная линия, línea temporális supérior и нижняя височная линия, línea temporális inférior. Первая является продолжением одноимённой линии лобной кости, и к ней прикрепляется височная фасция, fáscia temporális; ко второй линии прикрепляется височная мышца, músculus temporális. Верхняя часть наружной поверхности теменной кости покрыта сухожильным шлемом. В задней части вблизи от верхнего края может располагаться теменное отверстие, forámen parietále, которое является выпускником, emissárium (через него выходит венозный теменной выпускник и также иногда заходит ветвь затылочной артерии к твёрдой мозговой оболочке).
Внутренняя поверхность, fácies intérna, вогнута, на ней хорошо заметны пальцевые вдавления — отпечатки прилегающей твёрдой мозговой оболочки — и артериальные борозды, súlci arteriósi — следы прилегания ветвей средней менингеальной артерии, которые распространяются вверх и кзади от клиновидного угла и задней части чешуйчатого края. Вдоль верхнего края внутренней поверхности проходит хорошо заметная борозда верхнего сагиттального синуса. На цельном черепе она соединена с бороздой парной теменной кости и образует полную борозду верхнего сагиттального синуса, súlcus sínus sagittális superióris. К краям этой борозды прикрепляется большой серповидный отросток твердой мозговой оболочки, fálx cérebri májor. По бокам от борозды, особенно заметные в пожилом возрасте, расположены неглубокие ямочки грануляций, fovéolae granuláres — отпечатки грануляций паутинной оболочки головного мозга. В области сосцевидного угла расположена борозда сигмовидного синуса, súlcus sínus sigmoídei, на целом черепе проходящего по внутренней поверхности трёх смежных костей, височной, теменной и затылочной.

### Края и швы
Сагиттальный край (верхний), márgo sagittális — наиболее протяжённый. По этому краю правая и левая теменные кости соединяются друг с другом зубчатым сагиттальным швом, sutúra sagittális.
Затылочный край (задний), márgo occipitális, также зазубрен, соединяясь с ламбдовидным краем затылочной кости, он образует ламбдовидный шов, sutúra lambdoídea.
Чешуйчатый край (нижний), márgo squamósus, подразделяют на три участка. Спереди край тонкий и заострённый, он скошен за счёт наружной поверхности и прикрывается краем большого крыла клиновидной кости. Средний участок изогнут и также скошен, он прикрыт чешуёй височной кости. Задний участок толще других, он соединяется зубцами с сосцевидным отростком височной кости. По этим трём участкам чешуйчатый край образует три шва: клиновидно-теменной шов, sutúra sphenoparietális, чешуйчатый шов, sutúra squamósa, и сосцевидно-теменной шов, sutúra parietomastoídea.
Лобный край (передний), márgo frontális, соединяется зубцами с теменным краем чешуи лобной кости, образуя венечный шов, sutúra coronális.

### Углы и особые точки
Лобный угол (передневерхний), ángulus frontális, практически прямой, расположен на пересечении сагиттального и лобного края. В месте схождения сагитального и венечного швов выделяется особая точка брегма, bregma. В течение первых двух лет жизни младенца лобная и теменные кости не срастаются до конца, этот участок не окостеневает и остаётся перепончатым. Он носит название переднего родничка, fontículus antérior. 
Затылочный угол (задневерхний), ángulus occipitális, тупой, скруглённый, расположен на пересечении сагиттального и затылочного края. В месте схождения сагиттального шва и ламбдовидных швов выделяется особая точка лямбда, lambda. На черепе новорождённого здесь располагается задний родничок, fontículus postérior, который обычно закрывается в начале первого года жизни. 
Сосцевидный угол (задненижний), ángulus mastoídeus, тупой, расположен на пересечении затылочного и чешуйчатого края. Здесь теменная кость соединяется с затылочной костью и с сосцевидным отростком височной кости. В месте схождения ламбдовидного, затылочно-сосцевидного и теменно-сосцевидного швов выделяется особая точка астерион, asterion. На черепе новорождённого здесь располагается сосцевидный родничок, fontículus mastoídeus, который обычно закрывается сразу после рождения или к двум-трём месяцам жизни ребёнка. 
Клиновидный угол (передненижний), ángulus sphenoidális, острый, расположен на пересечении лобного и чешуйчатого края. В месте схождения лобного и чешуйчатого швов выделяется особая точка птерион, pterion. На черепе новорождённого здесь располагается клиновидный родничок, fontículus sphenoidális, который также обычно закрывается в те же сроки, что и сосцевидный родничок.

## Развитие
Теменная кость — первичная, она развивается из соединительной ткани посредством прямого окостенения. Две точки окостенения, одна над другой, образуются на месте будущего теменного бугра, примерно на седьмой неделе внутриутробного развития. Они быстро сливаются, и из центра окостенения радиально распространяются лучи окостенения в направлении к краям. Углы теменной кости, будучи наиболее удалёнными от центра, окостеневают последними, и у новорождённого на их месте остаются роднички. Иногда теменная кость может быть разделена переднезадним швом на верхнюю и нижнюю части или иметь ещё более сложное строение, разделяясь на несколько частей.
В случае преждевременного закрытия сагиттального шва возникает скафоцефалия (сагиттальный краниосиностоз): череп начинает удлиняться в переднезаднем направлении и сужается в височной и теменной области. Эта патология лечится хирургическим путём.

## Галерея изображений
- Теменная кость, анимация
- Теменная кость, расположение в черепе
- Теменная кость (выделена жёлтым)
- Теменная кость с височной фасцией и мышцей